# アナニンデウア
座標: 南緯1度21分57秒 西経48度22分19秒 / 南緯1.36583度 西経48.37194度
アナニンデウア（ポルトガル語: Ananindeua、ポルトガル語発音: [ananĩˈdewɐ]）は、ブラジルのパラー州にある都市。人口は53万5547人（2020年）で、州内2位。州都ベレン都市圏に含まれる。